# Residencia Leloir
El Palacio Leloir (o Residencia Leloir) es una mansión de estilo del Academicismo francés con toques Art nouveau que se comenzó a construir en 1903 por el arquitecto noruego Alejandro Christophersen.
Proyectada como residencia del señor Antonio Leloir. En junio de 1944 fue adquirida a la señora, en ese entonces viuda, Adela Unzué de Leloir por el “Círcolo Italiano di Buenos Aires” que fue fundado en 1873.

## Estructura

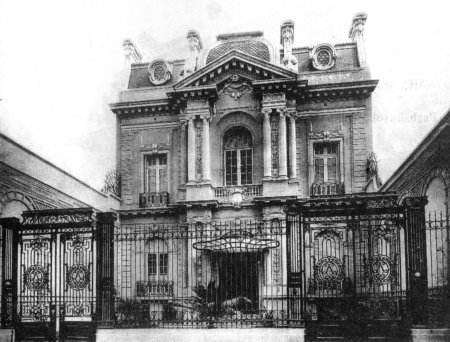
Residencia Leloir en 1914.

La estructura es una residencia de planta baja y dos pisos superiores con un amplio jardín posterior y una fachada retirada de la línea municipal. Su arquitectura combina elementos del clasicismo francés, dando como resultado un elegante hotel privado, con un espacio destinado originalmente a la entrada de carruajes frente a su acceso. Su fachada se encuentra revestida en símil piedra París (actualmente oculto bajo capas de pintura). 
En su interior posee arañas de cristal, mármoles y una boiserie intacta. Sus pasillos conducen a una biblioteca que asemeja a un museo con vitrinas, enciclopedias y diccionarios de 1790 sobre cultura italiana.
En la actualidad se realizan diversos eventos como conferencias y congresos, pero también del tipo social como casamientos. También funciona allí un restaurante de comida italiana y se dictan clases de idioma italiano, de bridge y de tango.
A principios de la década de 1990 el arquitecto Eduardo Ellis llevó a cabo una puesta en valor de los salones de planta baja. Entre los trabajos ejecutados se demolieron los cielorrasos dejando expuestos los originales, con un trabajo de molduras que no pudieron ser reconstruidas por el alto valor del trabajo. Sin embargo se preservaron construyendo un nuevo cielorraso por debajo del original.